# أتيكوس ميتشيل
أتيكوس ميتشيل هو ممثل كندي، ولد في 16 مايو 1993 بتورونتو في كندا.

## وصلات خارجية
- أتيكوس ميتشيل على موقع IMDb (الإنجليزية)
- أتيكوس ميتشيل على موقع أول موفي (الإنجليزية)
- أتيكوس ميتشيل على موقع قاعدة بيانات الفيلم (الإنجليزية)